# La Vengeance de Cliff Dixon
Pour plus de détails, voir Fiche technique et Distribution.
La Vengeance de Cliff Dixon (A Missouri Outlaw) est un film américain réalisé par George Sherman, sorti en 1941.

## Fiche technique
- Titre français : La Vengeance de Cliff Dixon[2]
- Titre original : A Missouri Outlaw
- Réalisation : George Sherman
- Scénario : Jack Lait Jr. et Doris Schroeder
- Photographie : Jack A. Marta
- Pays de production : États-Unis
- Format : Noir et blanc - 1,37:1
- Genre : western
- Durée : 58 minutes
- Date de sortie : 
  - États-Unis : 1941
  - France : 11 janvier 1946[2]

## Distribution
- Donald Barry : Cliff Dixon
- Lynn Merrick : Virginia Randall
- Noah Beery : Shériff Ben Dixon
- Paul Fix : Mark Roberts
- Al St. John : Dan Willoughby
- Frank LaRue : Randall
- Kenne Duncan (en) : Pete Chandler
- John Merton : Bancroft
- Carleton Young : Luke Allen
- Frank Brownlee : Dairyman Jensen
- Fred Toones : Snowflake